# پیتر رودز-براون
 پیتر رودز-براون  (به انگلیسی: Peter Rhoades-Brown) (زاده ۴ ژانویه ۱۹۶۲ - لندن) بازیکن سابق فوتبال اهل انگلستان است. وی سابقه عضویت در باشگاه چلسی و آکسفورد یونایتد را دارد.